# إلياس كشميري
إلياس كشميري أو مولانا إلياس كشميري أو محمد إلياس كشميري (10 فبراير 1964 – 3 يونيو 2011)، كان أحد كبار قادة تنظيم القاعدة وزعيم حركة الجهاد الإسلامي. وأحد الأطراف المشاركة في الحرب السوفياتية–الأفغانية، ونزاع كشمير، والهجمات ضد الهند، وباكستان، ومصالح الولايات المتحدة في المنطقة.

## سيرته
ولد في منطقة ميربور في آزاد كشمير في باكستان. ترددت شائعات أنه كان ملتحقًا بالقوات الخاصة في الجيش الباكستاني،  لكنه أنكر ذلك في مقابلة له مع الصحفي سيد سليم شهزاد. درس الاتصالات في جامعة العلامة إقبال المفتوحة.
شارك في الحرب السوفيتية في أفغانستان،  وأثناء القتال فقد إحدى عينيه، وإصبع السبابة. وبعد الحرب انضم إلى حركة الجهاد الإسلامي في الهند للمشاركة في الصراع في كشمير، ثم أسس وحدته الخاصة المعروفة باسم اللواء 313.
اعتقله الجيش الهندي في التسعينات، لكنه تمكن من الهرب بعد سنتين، وعاد إلى باكستان. وواصل القيام بعمليات مضادة للهند. واشتهرت له صورته مع رأس أحد الجنود الهنود في تلك الفترة.

## وفاته
في 3 يونيو 2011 أطلقت طائرة أمريكية بدون طيار صاروخًا على سيارته في جنوب وزيرستان الجنوبية، وقُتل معه تسعة من رفاقه، . وأُصيب ثلاثة أخرين بجروح.